# Ectemnius lituratus
Ectemnius lituratus, auch als Breite Fliegengrabwespe bezeichnet, ist eine Grabwespe aus der Familie der Crabronidae.

## Merkmale
Die Grabwespen sind mittelgroße Vertreter der Gattung Ectemnius und erreichen eine Körperlänge von 8 bis 15 Millimetern. Die Färbung von Ectemnius lituratus kann variieren und die Grabwespen können deshalb mit einigen sehr ähnlichen verwandten Arten der Gattung Ectemnius verwechselt werden. Die Grabwespen sind überwiegend schwarz gefärbt. Der Scapus ist gelb gefärbt. Am Vorderrand des Thorax befinden sich zwei gelbe Flecke. Am Hinterrand des Thorax befinden sich meist zwei gelbe Bänder. Der Hinterleib weist gelbe Querstreifen auf. Die Flügel sind leicht bräunlich gefärbt. Das dritte Fühlerglied ist 2,5 mal so lang wie breit. Der Clypeus ist silbrig. Die Mandibeln sind überwiegend gelb gefärbt. Die Femora sind teilweise dunkel gefärbt. Die Tibien und die basalen Tarsenglieder sind gelb gefärbt.

## Vorkommen
Ectemnius lituratus ist in Europa weit verbreitet. Ihr Vorkommen fehlt offenbar in Fennoskandinavien. Im Süden Englands ist die Art vertreten. Im Süden reicht das Vorkommen bis in den Mittelmeerraum.

## Lebensweise
Die Art bildet eine Generation im Jahr. Die Imagines beobachtet man von Juni bis September, hauptsächlich im August und Anfang September, später als bei anderen Arten der Gattung Ectemnius. Die Lebensweise von Ectemnius lituratus ist vergleichbar mit der anderer Arten der Gattung Ectemnius. Die Weibchen legen in Weichholz ihre Nisthöhlen an und bevorraten diese mit erbeuteten mittelgroßen Fliegen.

## Galerie

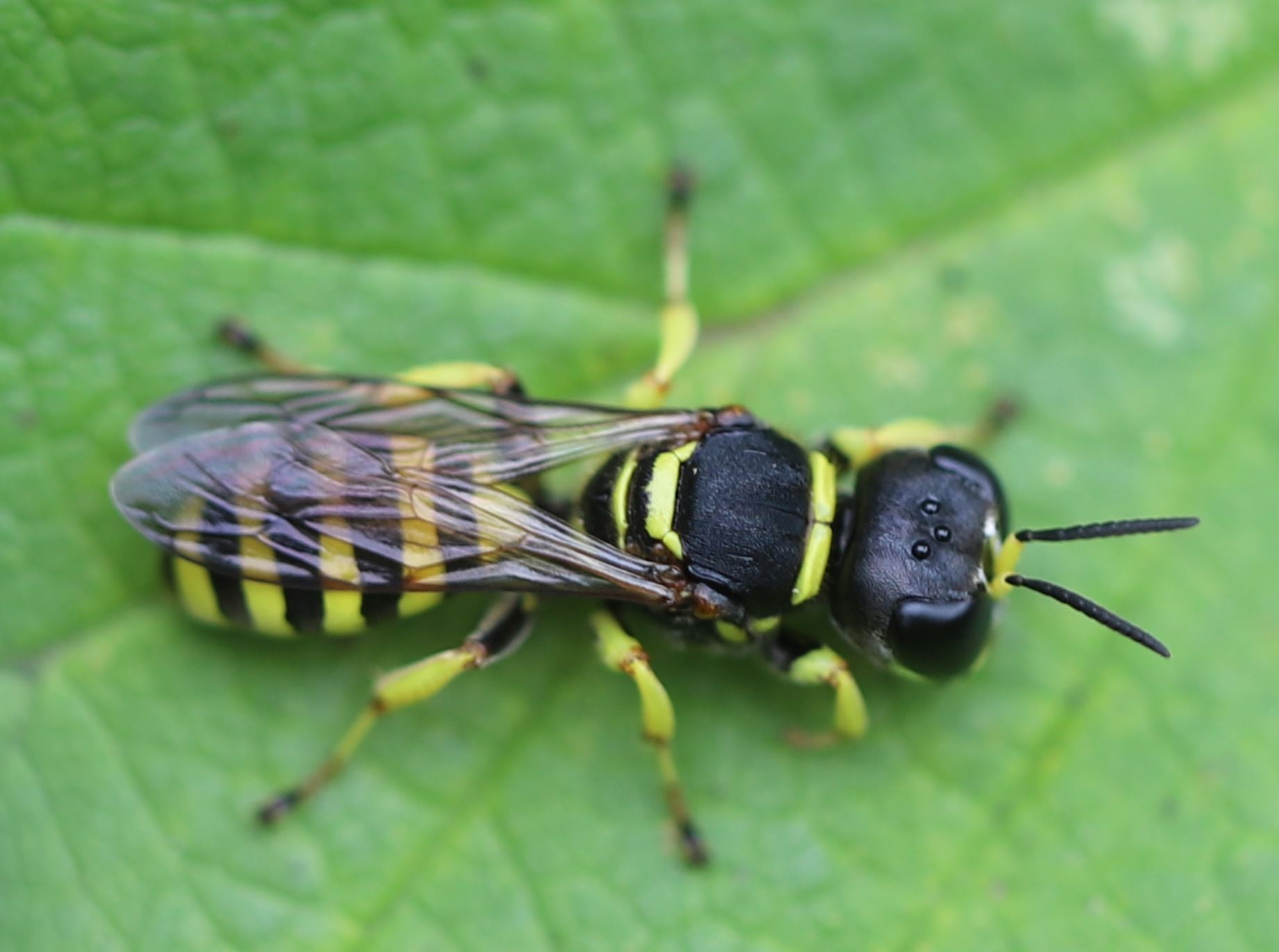
Ectemnius cf. lituratus
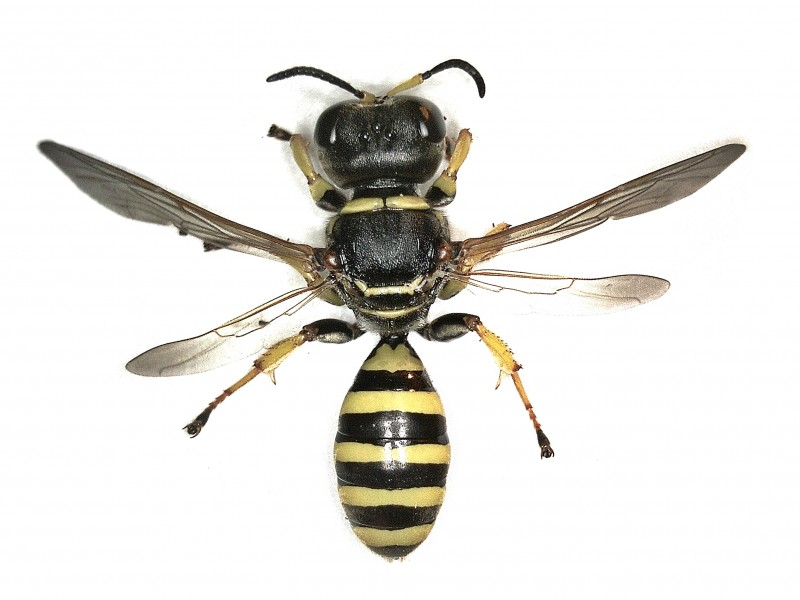
Dorsalansicht, Präparat
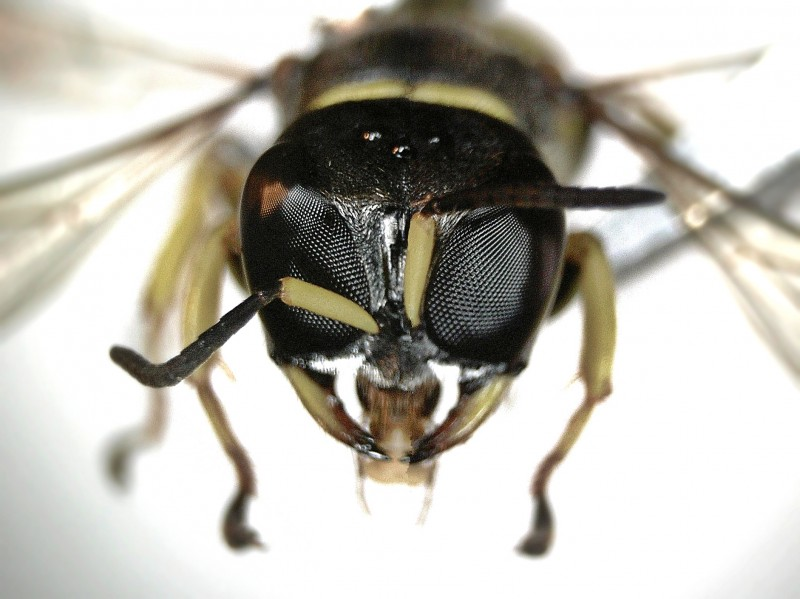
Frontansicht, Präparat